# 서복현
서복현(1983년 6월 10일 ~ )은 대한민국의 기자이다.

## 학력
- 전주영생고등학교
- 고려대학교 사회학과

## 경력
- JTBC 정치1부 기자
- JTBC 특별취재팀 기자
- 중앙일보 기자
- MBN 사회1부 기자[1]
- JTBC 사회2부 기자
- JTBC 정치팀 기자
- JTBC 정치부 기자
- JTBC 사회부 기동팀장
- JTBC 사회2부 법조팀장
- JTBC 뉴스콘텐트국 뉴스담당 사회2팀 법조팀장
- JTBC 뉴스콘텐트국 뉴스담당 사회부 기동팀장
- JTBC 보도본부 보도국 사회부 기동팀장

## 방송
- JTBC 뉴스룸 (2020년 1월 6일 ~ 2021년 6월 4일)
- 2020 우리의 선택 1/2부 - 메인앵커 (2020년 4월 15일)